# Torrontés

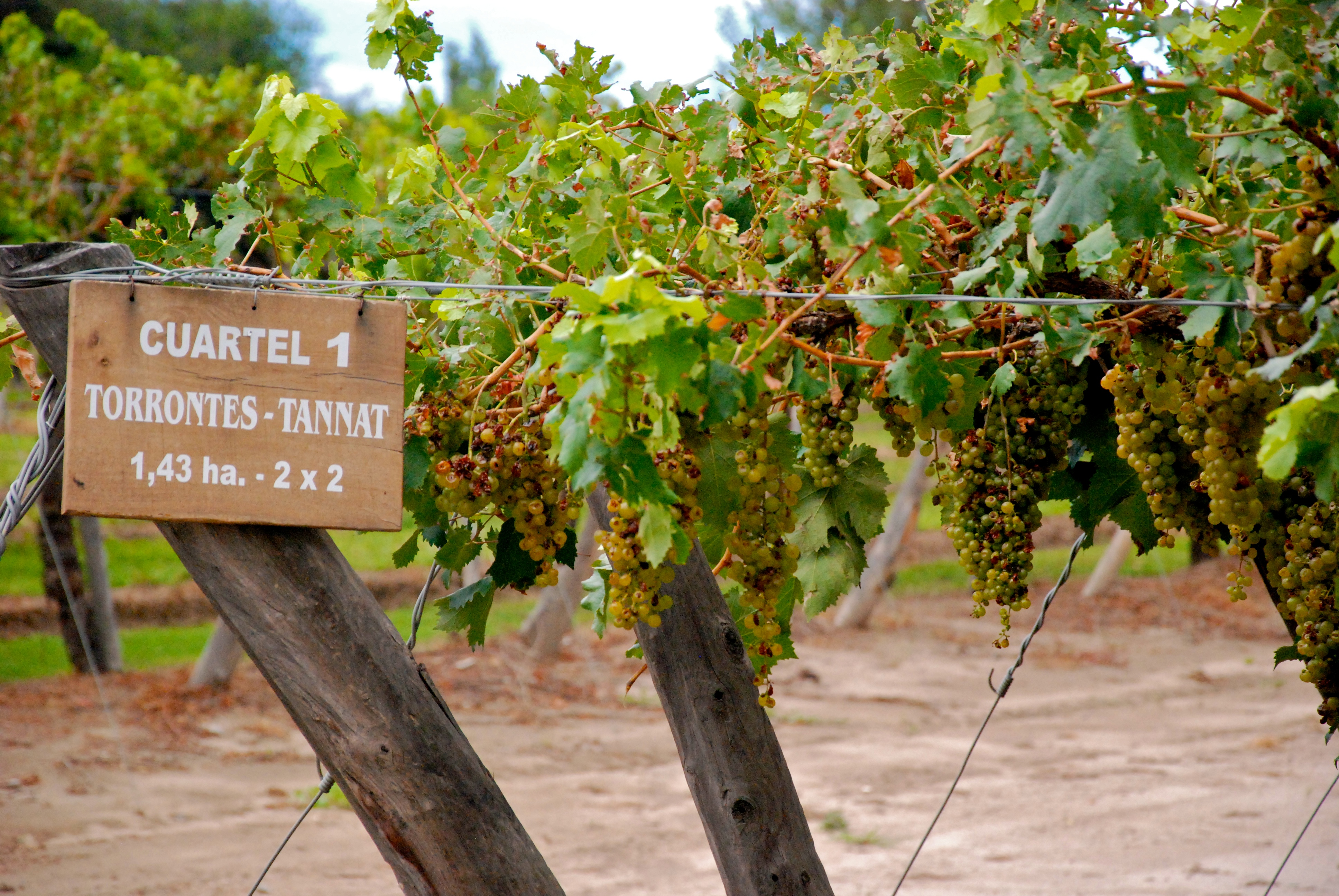
Torrontés in Cafayate (Argentinien).

Torrontés ist eine autochthone Weißweinsorte Spaniens und stammt aus Galicien im Nordwesten des Landes. Ihr Anbau ist in den Regionen Galicien und Kastilien-La Mancha empfohlen und in den Bereichen um Madrid, Andalusien,  den Kanarischen Inseln und um Madrid zugelassen. Sie findet daher Eingang in den Weißweinen der DOs Mondéjar (La Mancha), Montilla-Moriles (Andalusien), Rías Baixas  (Galicien), Ribeiro (Galicien) und Vinos de Madrid. Die Sorte Torrontés wird auch in Bulgarien und Portugal angebaut. 
Ihre etwas körperarmen Weine sind für ihren einem Muskateller ähnlichen Geschmack bekannt. 
Achtung: Die Rebsorte ist nicht mit der Torrontés Riojano zu verwechseln, die hauptsächlich in Argentinien sehr erfolgreich angebaut wird. In Argentinien wird die Torrontés Riojano auf dem Etikett der Flasche meist nur kurz als Torrontés deklariert. Ob eine Verwandtschaft zur argentinischen Sorte oder weiteren in Südamerika angebauten Spielarten, wie den Sorten Torrontés Sanjuanino oder Torrontés Mendocino besteht, ist nicht bestätigt. 
Siehe auch den Artikel Weinbau in Spanien und die Liste von Rebsorten.
Synonyme: Aris, Monastrell Bianco oder Monastrell Blanco, Tarrantés; Torontel Verdil, Torrontés, Turrontés.